# Baarnse Onafhankelijke Partij
De Baarnse Onafhankelijke Partij (BOP) was van 2001 - 2022 een lokale partij in Baarn in de provincie Utrecht.
De BOP werd in 2001 opgericht door een groep Baarnaars die de kloof tussen kiezers en de bestaande politiek wilden dichten. Bij de gemeenteraadsverkiezingen in 2002 behaalde de partij geen zetels. Hart voor Baarn, een andere nieuwe lokale partij, kreeg wel massale steun en kon met zeven zetels toetreden tot de gemeenteraad. Deze partij kreeg in 2006 slechts een zetel en zou in 2009 uiteenvallen.
De BOP behaalde bij de verkiezingen in 2006 een zetel. Vier jaar later steeg het aantal raadsleden naar drie en in 2014 werd de BOP bij de gemeenteraadsverkiezingen met vier zetels nipt de grootste partij. Het daarna gevormde BOP-D66-PvdA-GroenLinks-college was echter geen lang leven beschoren. Door niet aan de BOP te verwijten samenwerkingsproblemen in het college van Burgemeester en Wethouders en amateurisme in de BOP-fractie kwam het college na amper een jaar ten val, waarna VVD en CDA samen met D66 en CU/SGP de oude Baarnse orde konden herstellen. Twee leden van de BOP besloten voor zich zelf te beginnen en zo bleef de BOP gehalveerd over. Bij de verkiezingen in 2018 bleven de twee zetels in stand. In 2022 deed de BOP niet mee aan de verkiezingen en besloot de partij zich op te heffen.

## Zetels
| Jaar | Zetels |
| ---- | ------ |
| 2006 | 1      |
| 2010 | 3      |
| 2014 | 4      |
| 2018 | 2      |